# Інтегумент

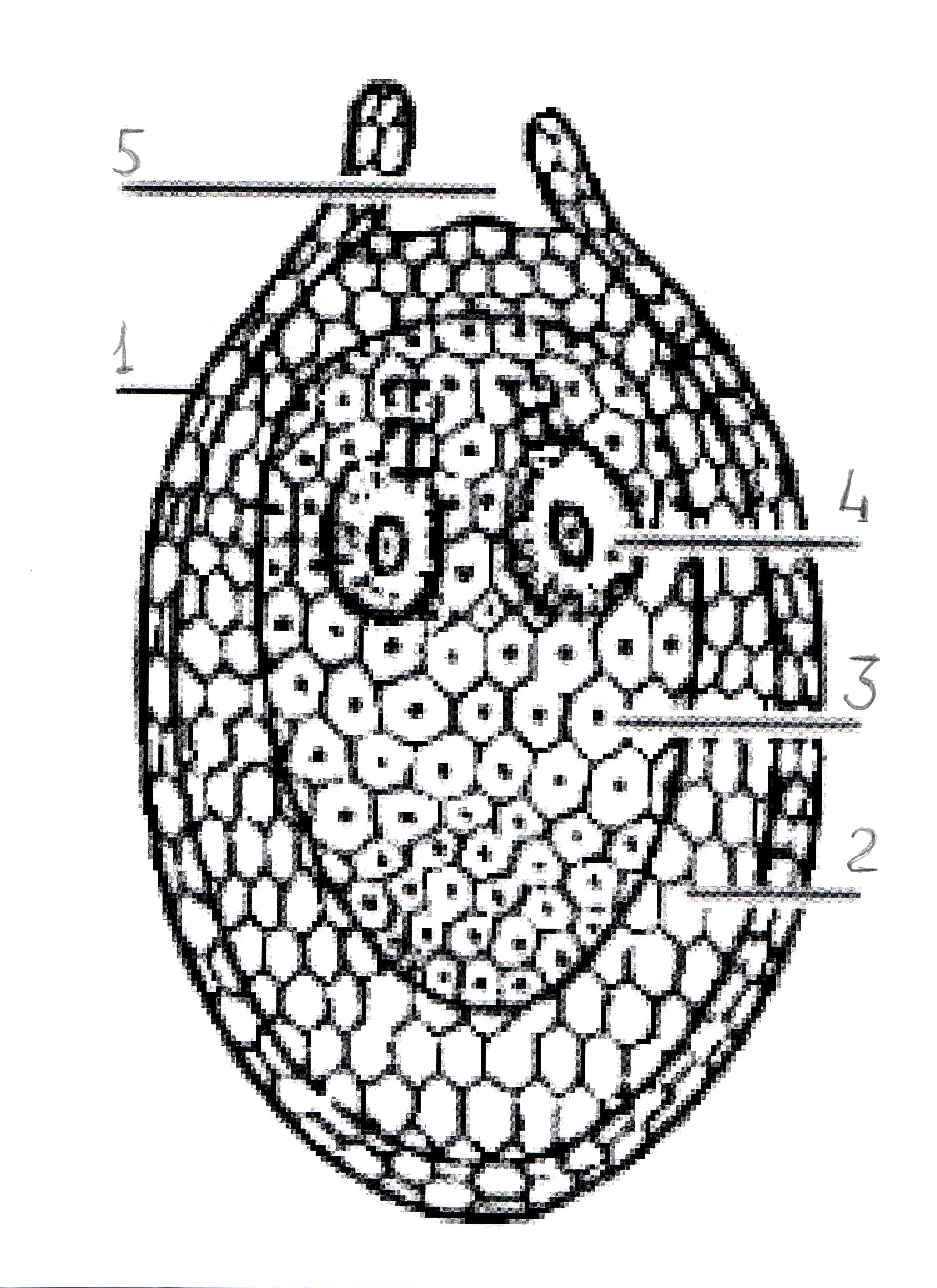
Схема сім'ябруньки: 1 — інтегумент;
2 — нуцеллус; 3 — Ендосперм; 4 — архегоній; 5 — мікропіле

Інтегумент (від лат. integumentum  — покривало, покрив), частина сім'ябруньки в насінних рослин, що оточує нуцеллус (центральна частина сім'ябруньки). У сім'ябруньках ряду рослин один інтегумент, в інших, зокрема у всіх однодольних, — два. Після запліднення інтегумент перетворюється на насінну шкірку.